# Етреші (кантон)
Етреші́ (фр. Étréchy) — кантон у Франції, в департаменті Ессонн регіону Іль-де-Франс.

## Склад кантону
Кантон включає в себе 12 муніципалітетів:
| Муніципалітет     | Площа | Населення, осіб | Рік  |
| ----------------- | ----- | --------------- | ---- |
| Буре-сюр-Жуїн     | 7,23  | 1926            | 2007 |
| Вільконен         | 14,45 | 714             | 2007 |
| Вільнев-сюр-Овер  | 7,07  | 621             | 2007 |
| Етреші            | 14,06 | 6219            | 2007 |
| Жанвіль-сюр-Жуїн  | 10,67 | 1855            | 2007 |
| Ларді             | 7,63  | 5754            | 2007 |
| Мошам             | 3,16  | 289             | 2007 |
| Овер-Сен-Жорж     | 12,99 | 1165            | 2007 |
| Сузі-ла-Бриш      | 7,33  | 375             | 2007 |
| Торфу             | 3,5   | 268             | 2007 |
| Шамаранд          | 5,74  | 1071            | 2007 |
| Шоффур-лез-Етреші | 4,8   | 131             | 2007 |

## Консули кантону
| Період    | Консул              | Посада                           |
| --------- | ------------------- | -------------------------------- |
| 1967—1998 | Lucien Sergent      |                                  |
| 1998—2011 | Claire-Lise Campion | Мер муніципалітету Буре-сюр-Жуїн |

| Франція | Це незавершена стаття з географії Франції. Ви можете допомогти проєкту, виправивши або дописавши її. |